# Adolfo Orma

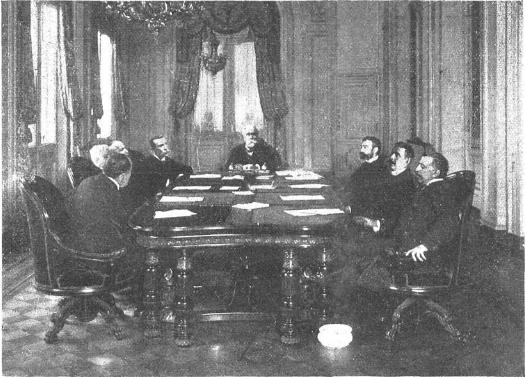
Primera reunión del Gabinete del Presidente Quintana. 17 de octubre de 1904.

Adolfo Fermín Orma (Buenos Aires, 18 de septiembre de 1863 - 21 de septiembre de 1947) fue un abogado y político argentino que ejerció como ministro de Obras Públicas a principios del siglo XX.

## Biografía
Era hijo del coronel Aldolfo Orma, fallecido en la Guerra de la Triple Alianza.
Se recibió de abogado en 1885, y desde el año anterior fue profesor de historia en el Colegio Nacional de Buenos Aires, del que fue rector entre 1890 y 1892. Un escándalo que incluyó una "huelga" de estudiantes concluyó con su renuncia al cargo. En compensación le fue ofrecido el cargo de Inspector Nacional de Escuelas, pero lo rechazó.
En 1892 inició una carrera política, con su elección como senador provincial de la Provincia de Buenos Aires. Diez años más tarde fue diputado nacional por la misma provincia.
En 1904 fue nombrado Ministro de Obras Públicas por el presidente Manuel Quintana. Bajo su dirección se sancionó la ley para la construcción del puerto de Bahía Blanca, se extendió la red de irrigación en los Territorios Nacionales, en particular en el Territorio Nacional de Río Negro, y un proyecto - que tuvo por el momento principio de concreción - para el dragado de canales navegables en el lecho del Río de la Plata, para dar acceso al puerto de La Plata y al río Paraná.
Fue profesor titular de Derecho Administrativo desde los últimos años del siglo XIX hasta el estallido de la reforma universitaria.